# 蘭道夫縣 (北卡羅萊納州)
蘭道夫縣（英語：Randolph County）是美国北卡罗来纳州中部的一個縣，面積2,046平方公里。根據2020年美國人口普查，共有人口14萬4,171人。縣治阿什伯勒（Asheboro）。該縣成立於1779年，縣名紀念大陆会议主席佩頓·蘭道夫。